# Дашкевич, Дмитрий Вячеславович
Дмитрий Вячеславович Дашкевич (бел. Зьміцер Дашкевіч; род. 20 июля 1981, Кушнеры, Брестская область) — белорусский политик, общественный и религиозный активист. Бывший лидер оппозиционного белорусского движения «Молодой Фронт».

## Биография
Родился 20 июля 1981 г. в д. Кушнеры Ивацевичского района Брестской области, до пяти лет жил на Дальнем Востоке — в посёлке Ягодное Магаданской области. Большую часть жизни провёл в райцентре Старые Дороги Минской области.
Принимал участие в президентской кампании 2006 года, поддерживая кандидата от оппозиции Александра Милинкевича. Вместе с другими членами молодёжного движения принимал участие в акциях протеста после выборов и в кратковременном палаточном лагере на центральной площади Минска. После ликвидации палаточного лагеря был арестован вместе с другими 500-ми членами молодёжного движения.
1 ноября 2006 года Дмитрий Дашкевич был осуждён на полтора года лишения свободы по ст. 193-1 УК (деятельность от имени незарегистрированной организации) с отбыванием наказания в Шкловской колонии общего режима.
В декабре 2006 международная организация Amnesty International признала Дмитрия Дашкевича узником совести.
В ноябре 2007 Дашкевич был оштрафован по ст. 402 УК «Отказ либо уклонение свидетеля от дачи показаний» за отказ от дачи показаний против своих друзей из Молодого Фронта, в частности, против Ивана Шило.
24 марта 2011 года Дашкевич был осуждён на 2 года лишения свободы по ст. 339 УК (хулиганство) за день до событий 19 декабря в Беларуси. В 2023 году BYPOL заявил в своём расследовании, что инцидент 2010 года был провокацией милиции против Дашкевича и активиста «Молодого Фронта» Эдуарда Лобова, арестованного вместе с Дашкевичем.
28 августа 2013 года Дмитрий Дашкевич вышел на свободу.
На митинге 19 сентября 2016 года объявил об том, что «Молодой Фронт» будет собирать подписи под обращение в Министерство культуры за придание бело-красно-белому флагу статуса нематериальной историко-культурной ценности. 24 сентября был задержан милицией перед акцией сбора подписей, но акция всё равно состоялась. В конце того же дня был отпущен. Тем не менее власти проигнорировали результаты сбора подписей и оштрафовали участников сбора.
9 декабря 2017 года Евгений Васькович сменил Дашкевича в качестве лидера «Молодого Фронта».
15 января 2021 года Дашкевич был задержан во время вахты у ресторана «Поедем поедим», закрытия которого добиваются активисты из-за расположения у места захоронения жертв сталинских репрессий в районе урочища Куропаты.
14 июля 2022 года за участие в протестах 2020 года Анастасию и Дмитрия Дашкевичей приговорили к трём годам «домашней химии» и к полутора годам колонии соответственно.
В июле 2023 года в день выхода Дашкевича из колонии его задержали по новому уголовному делу. В октябре того же года его приговорили ещё к году колонии строгого режима по статье о злостном неповиновении администрации колонии.
В мае 2024 года против Дашкевича возбудили новое уголовное дело, а в конце сентября стало известно, что его приговорили к году и 3 месяцам колонии строгого режима по статьям о действиях, грубо нарушающих общественный порядок, и о злостном неповиновении требованиям администрации колонии.